# Whispers (Thomas Anders)
Whispers è il secondo album in studio da solista del cantante tedesco Thomas Anders, pubblicato nel 1991.

## Tracce
1. The Sweet Hello, the Sad Goodbye (Per Gessle) — 4:36
2. Whispers of Love (Thomas Anders, Müller, Christ, Zimmermann) — 5:08
3. The Echo of My Heart (Candy DeRouge, Peter Ries) — 4:30
4. Maybe I'm Dreaming (Anders, Marc Cassandra) — 4:25
5. For All That We Know (Mike Paxman, Paul Muggleton) — 4:07
6. Can't Give You Anything (But My Love) (George David Weiss) — 4:19
7. For Your Love (Matthias Schmidt, Ernst Luksch)  — 4:41
8. True Love (DeRouge) — 4:47
9. Don't Say You Love Me (Cassandra, Ball) — 4:42
10. Hungry Hearts (DeRouge) — 4:09